# Macroglossini
Tribu
La tribu des Macroglossini regroupe des lépidoptères (papillons) de la famille des Sphingidae, de la sous-famille des Macroglossinae.

## Systématique
Le tribu des Macroglossini a été décrite par l'entomologiste américain Thaddeus William Harris en 1839.

## Taxinomie

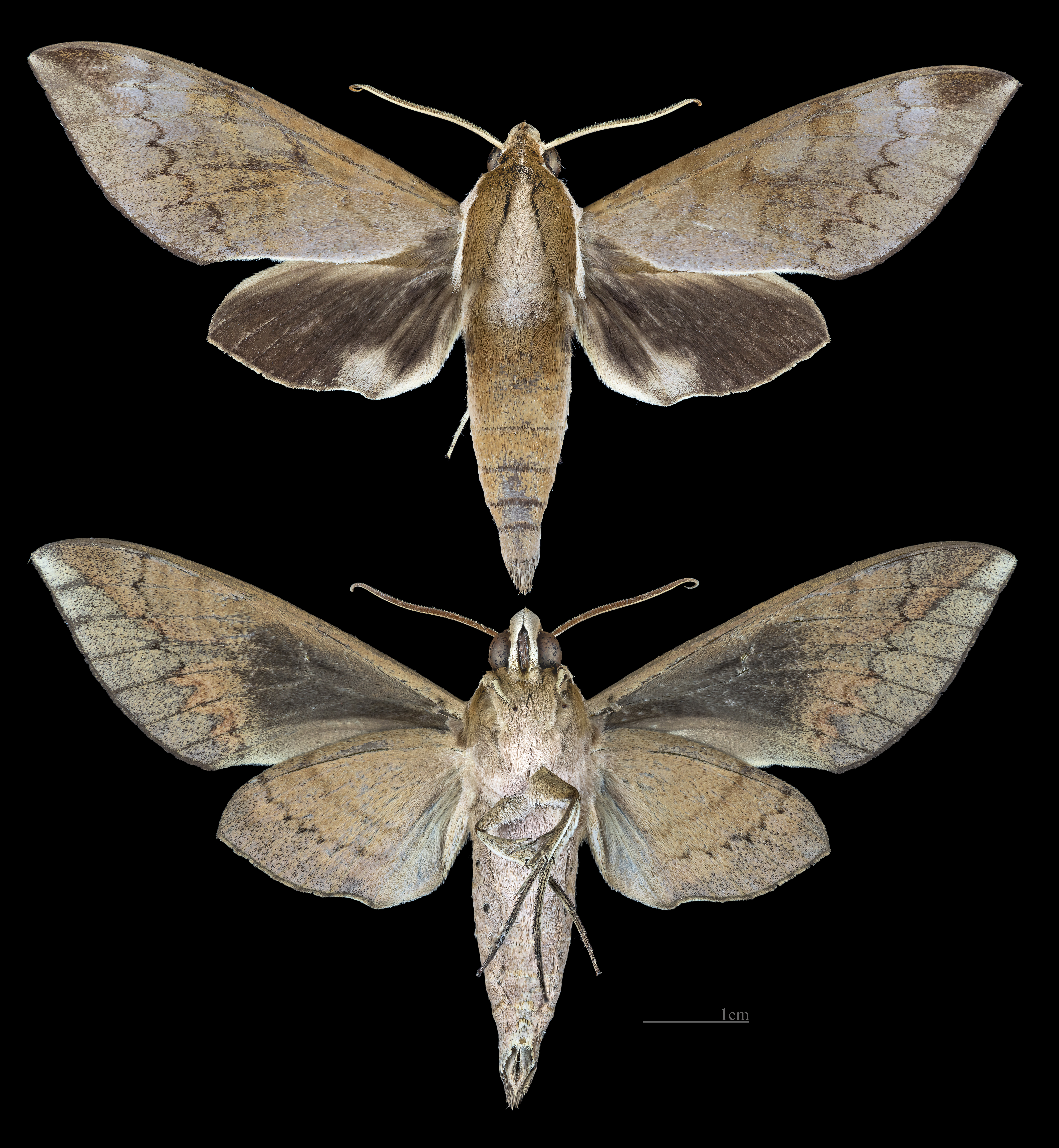
Acosmerycoides
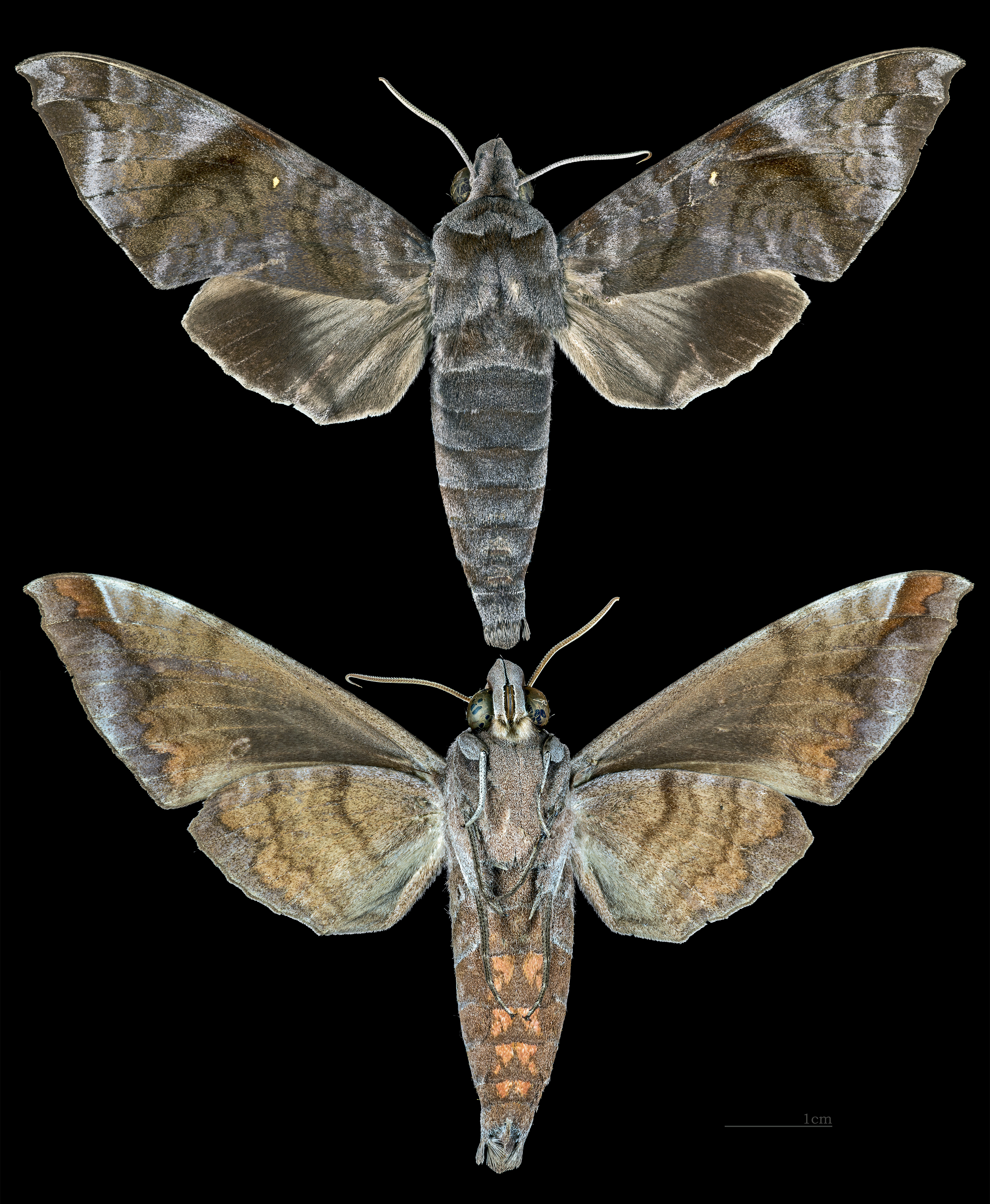
Acosmeryx
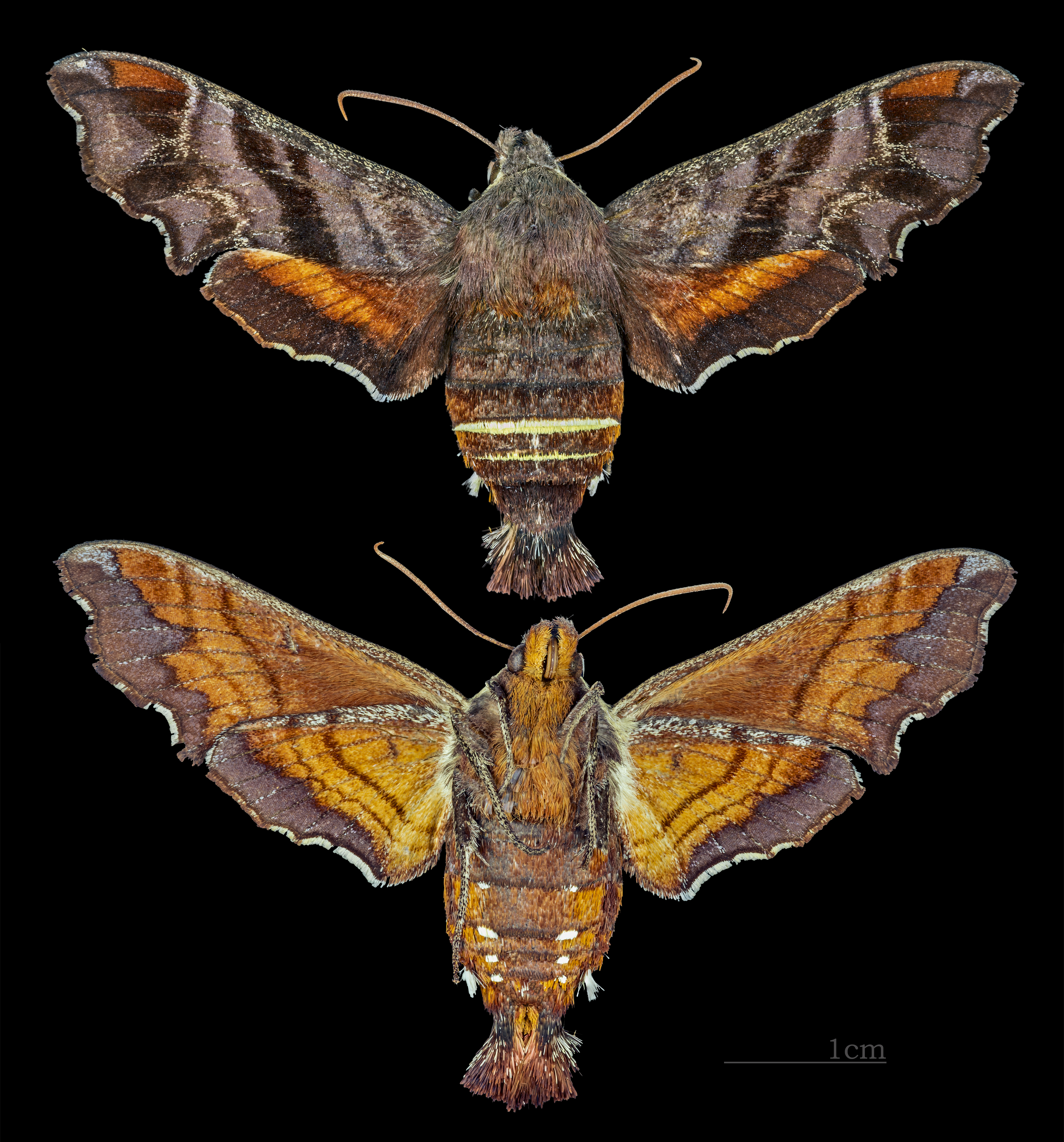
Amphion
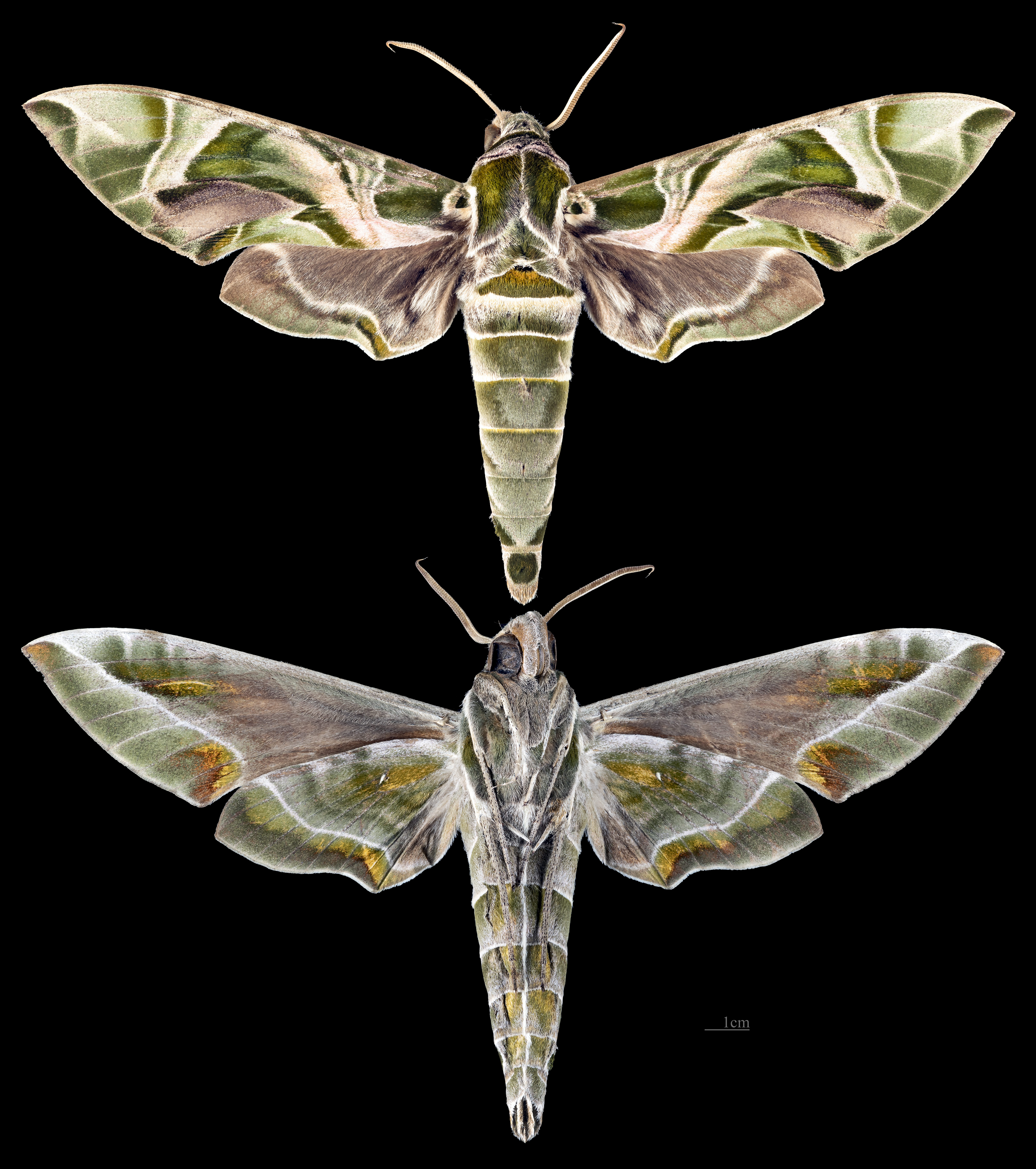
Daphnis
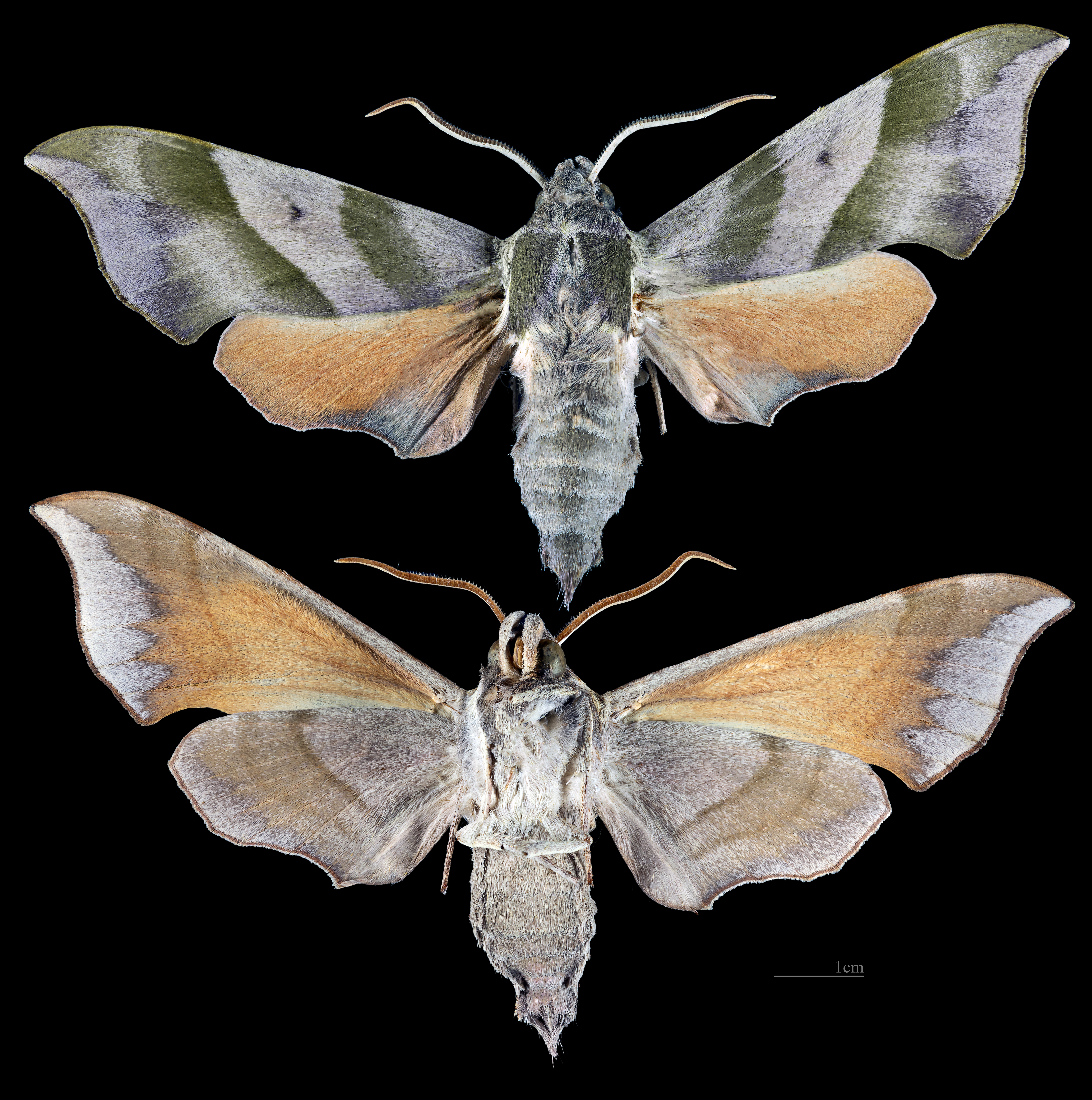
Darapsa
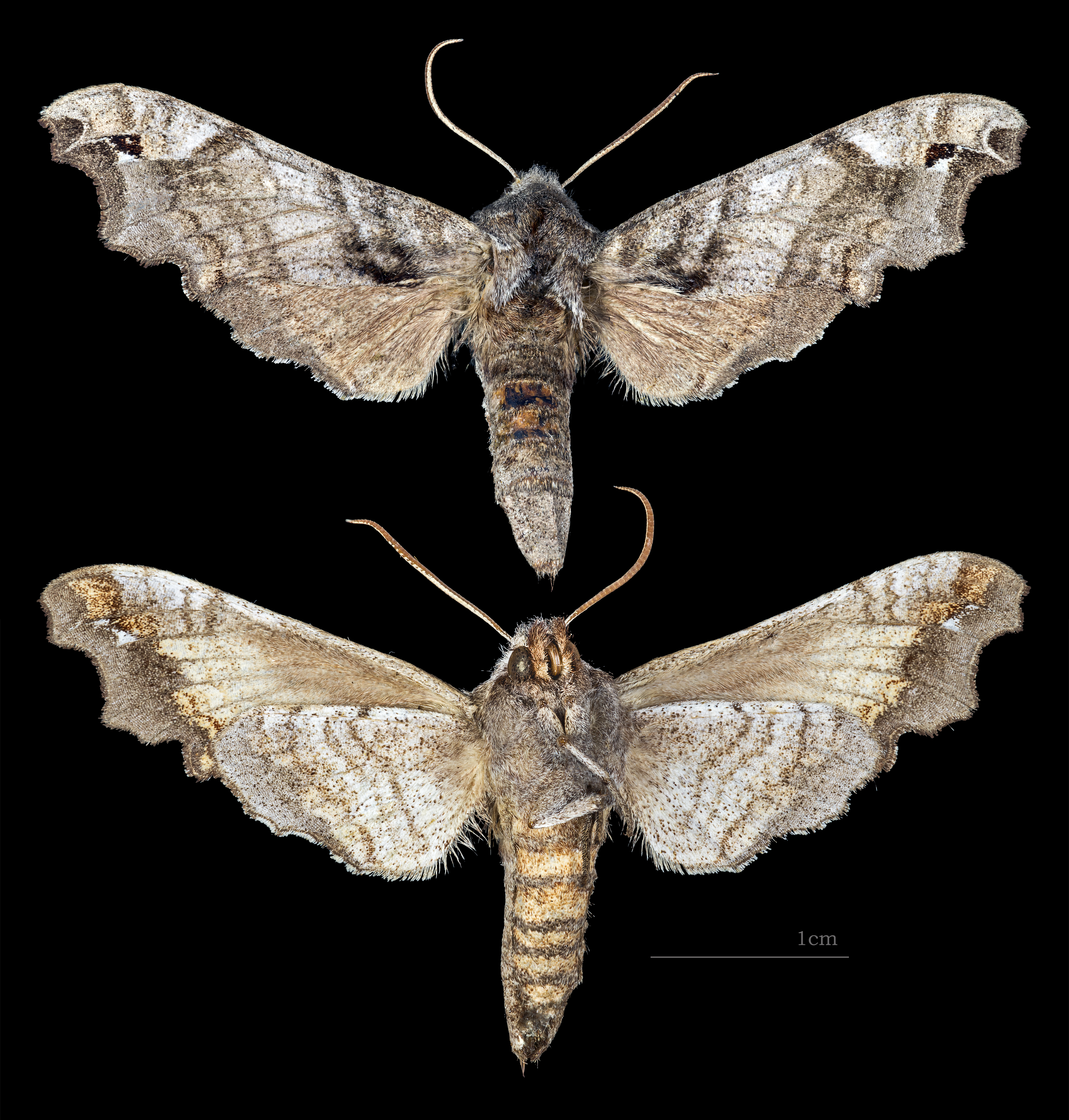
Deidamia
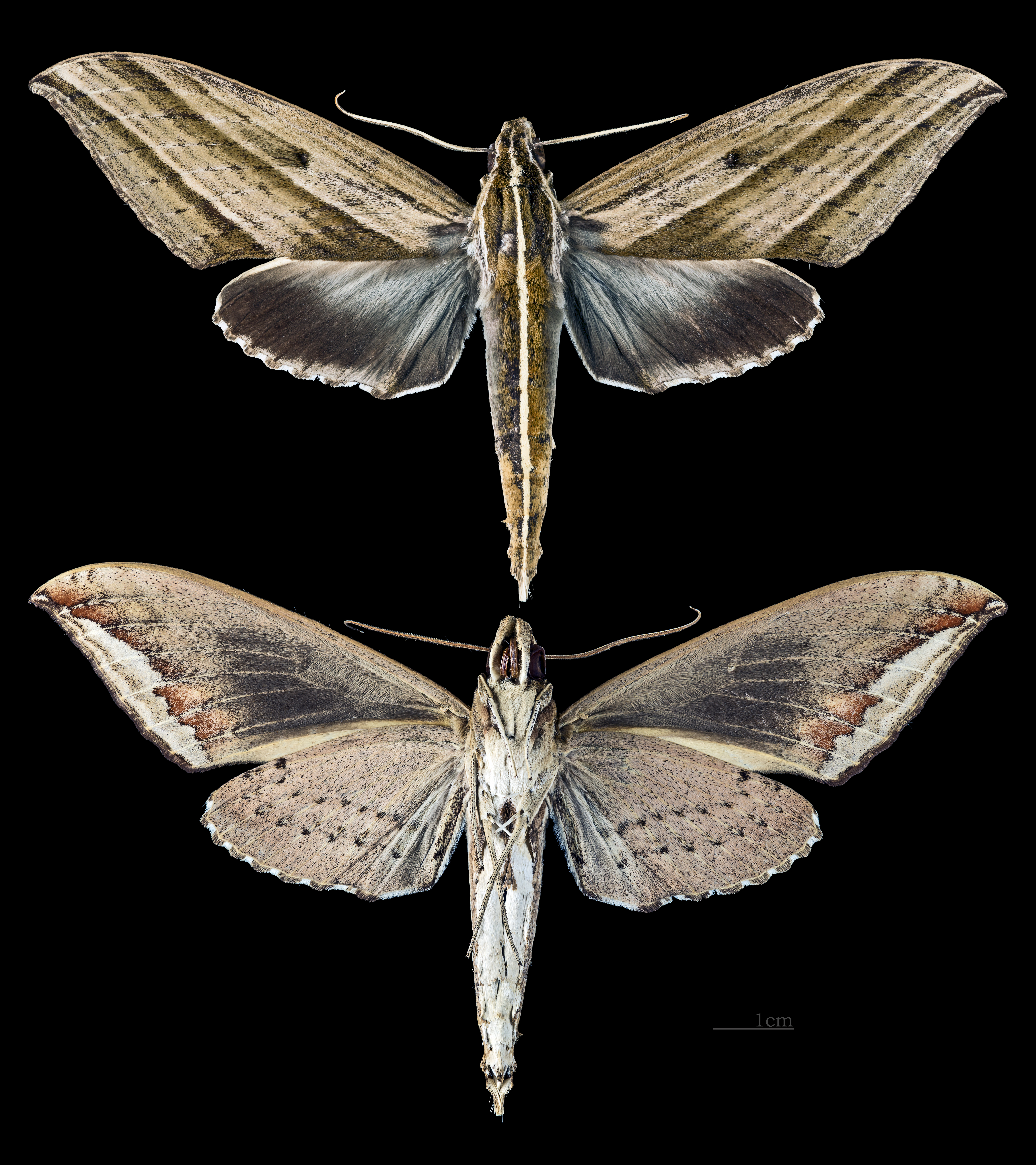
Elibia
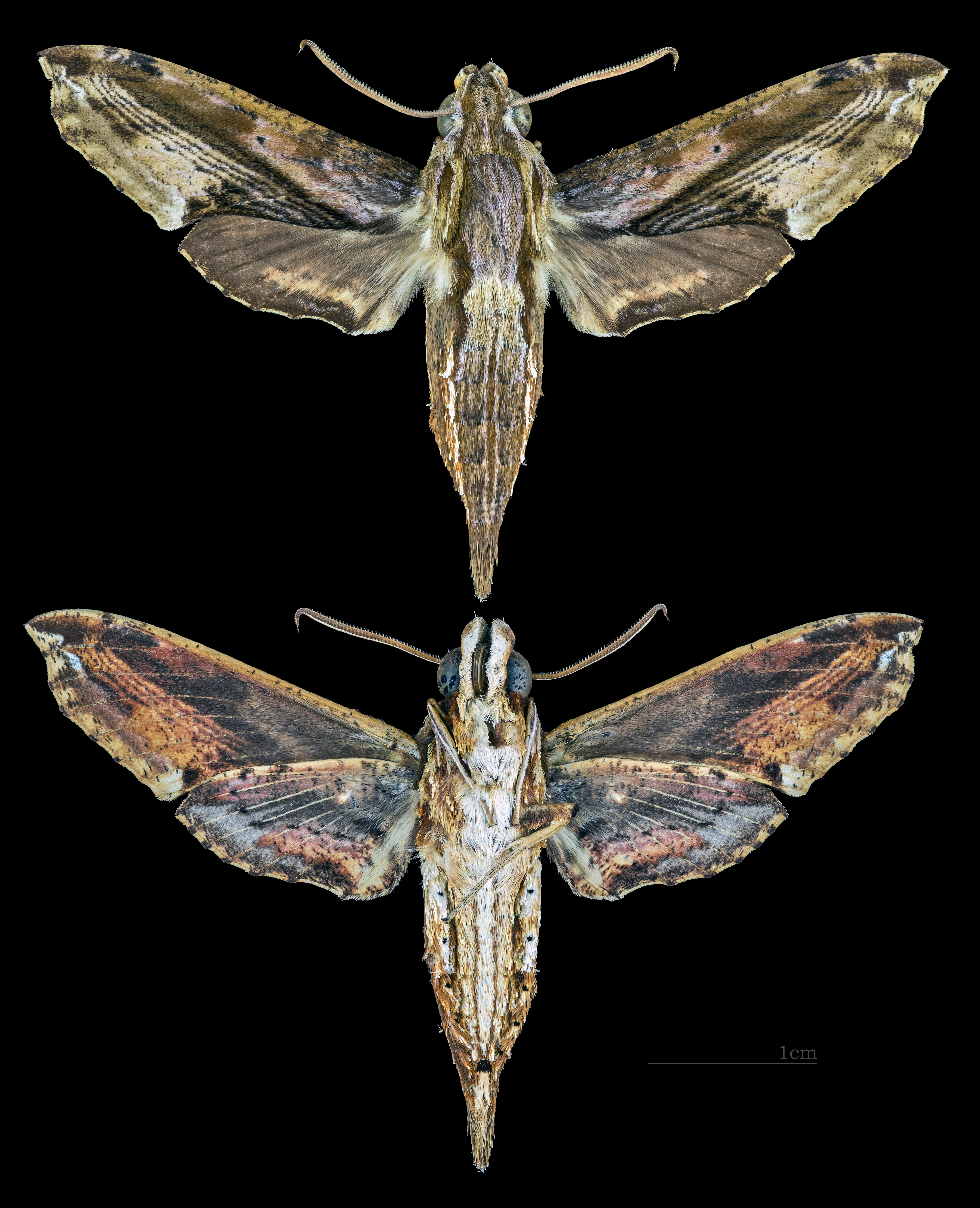
Eupanacra
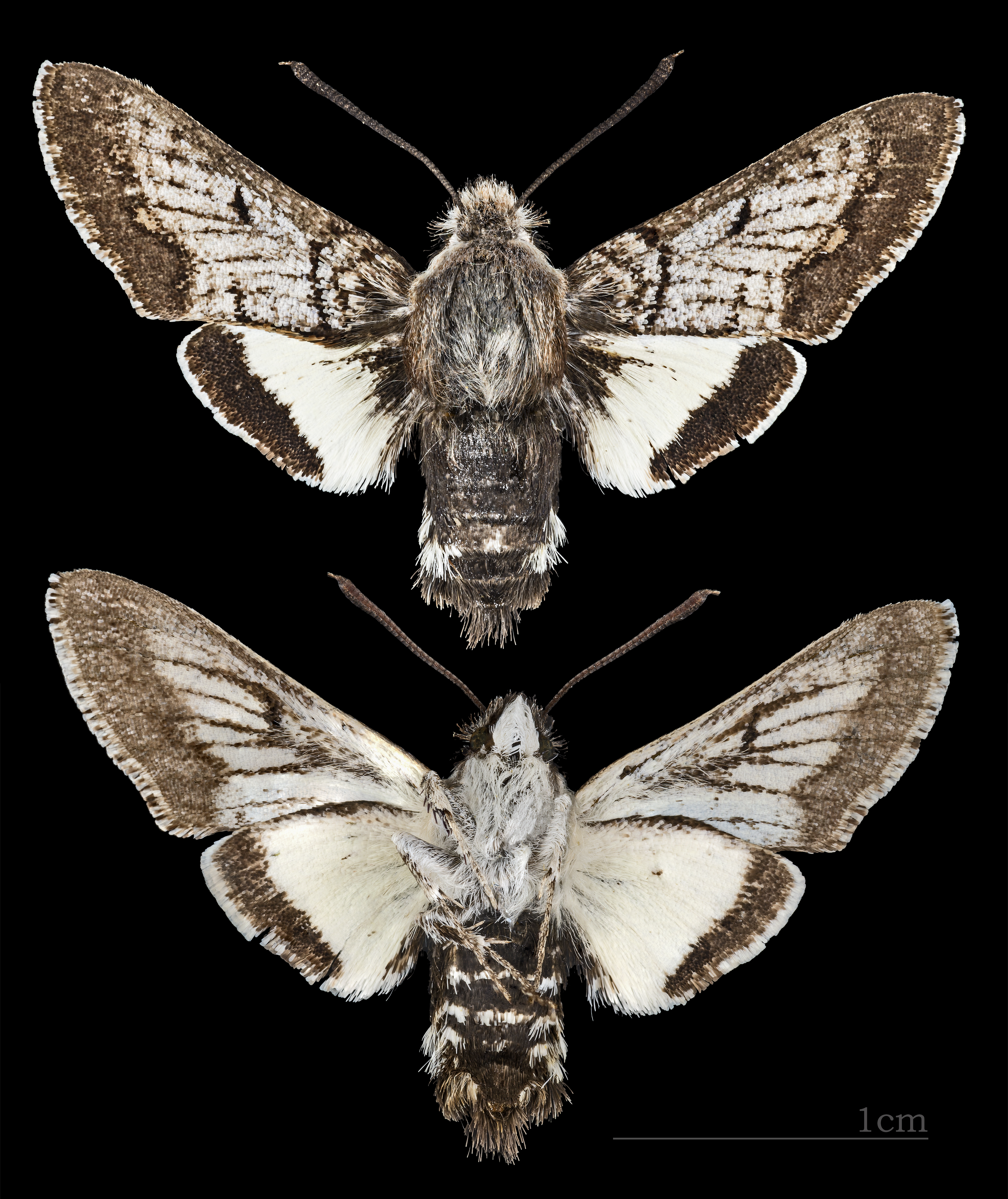
Euproserpinus
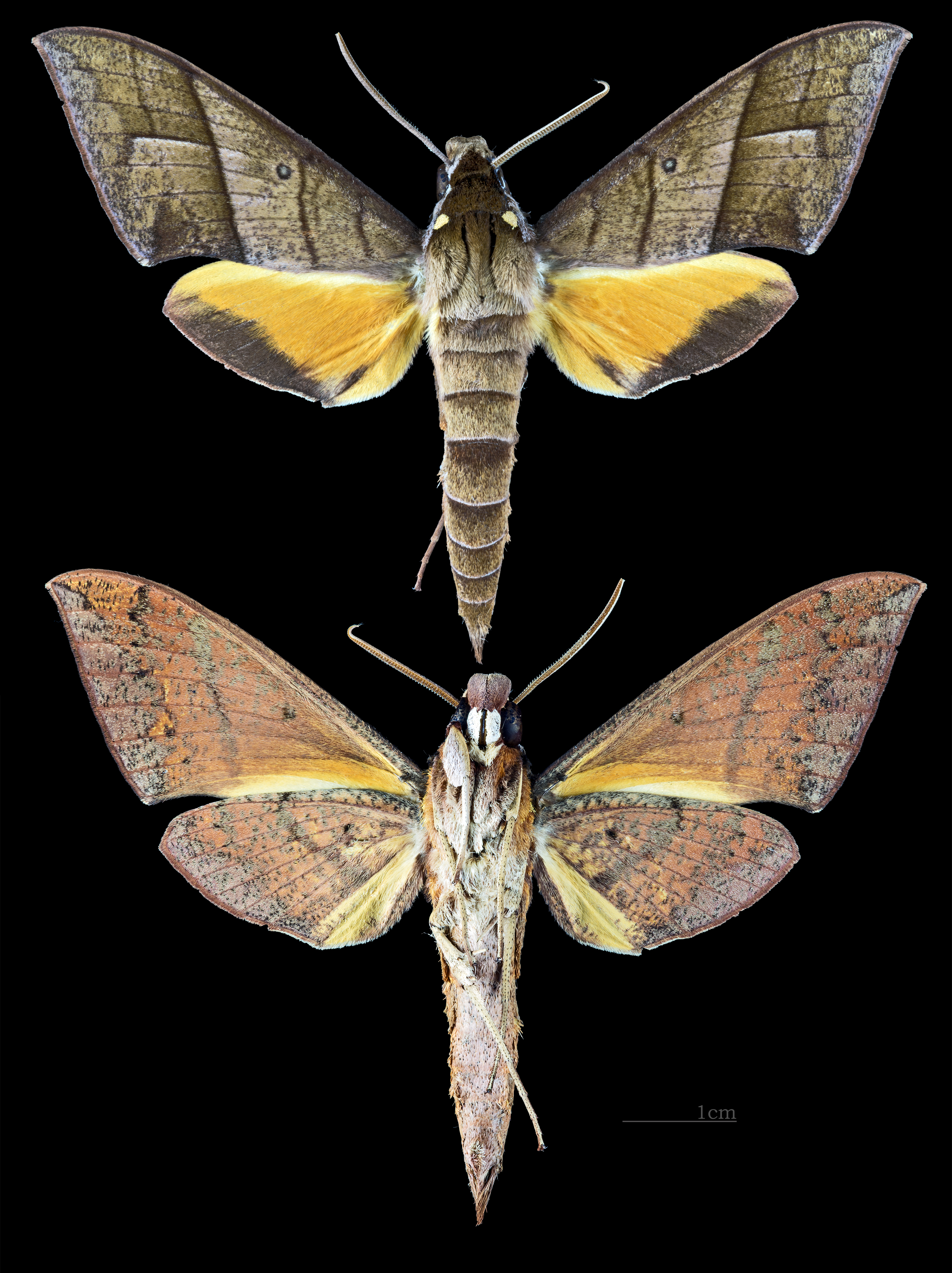
Gnathothlibus
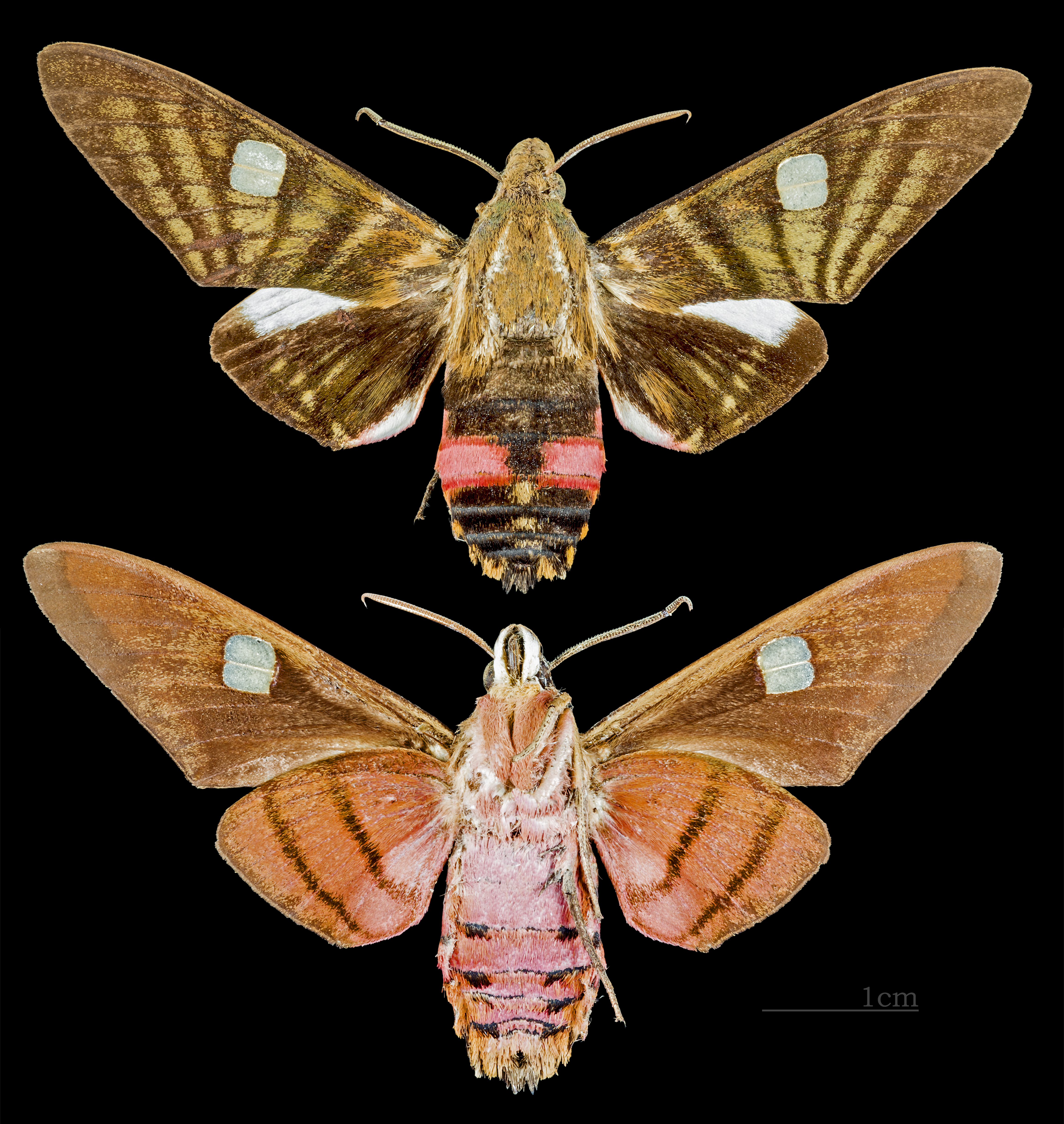
Hayesiana
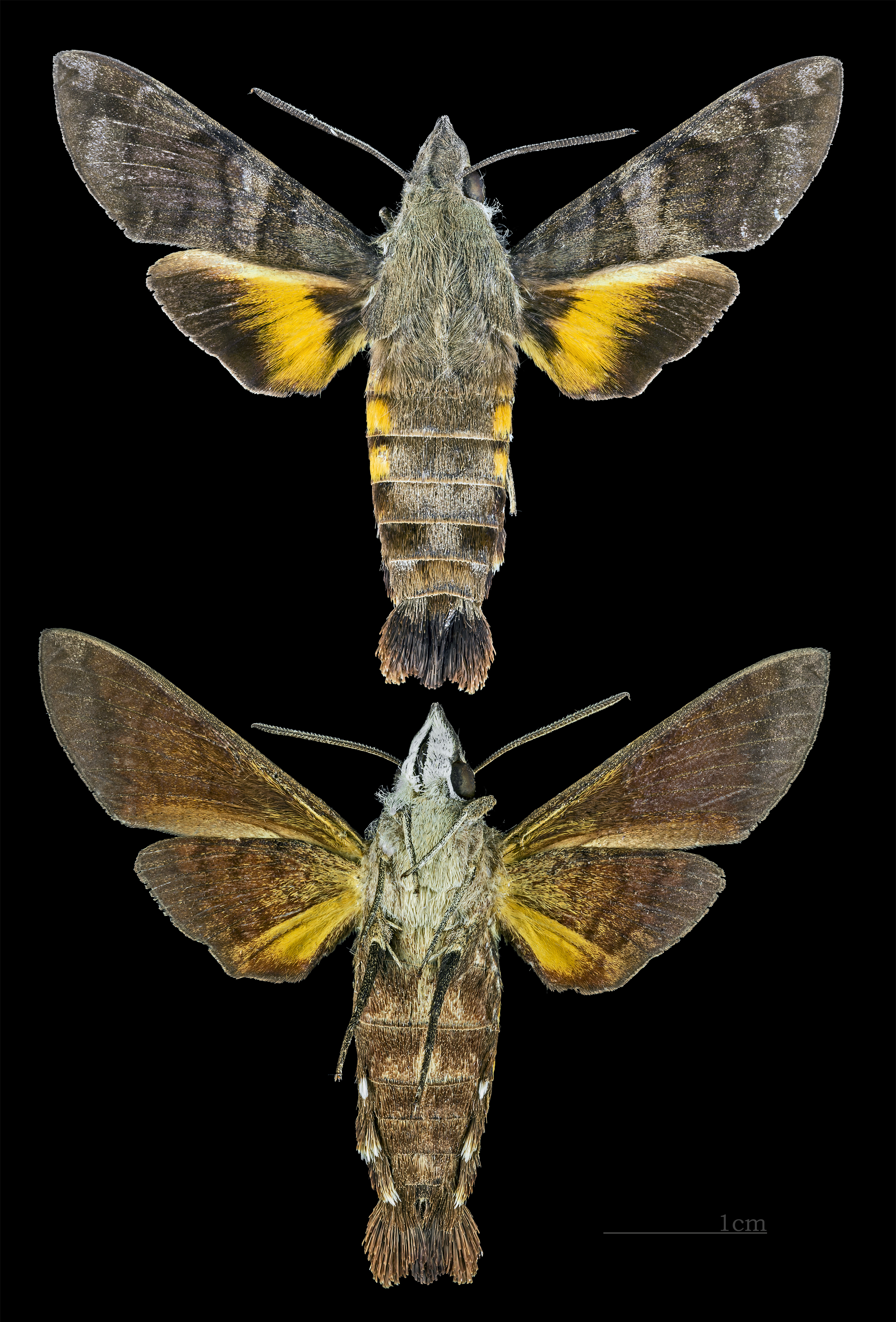
Macroglossum
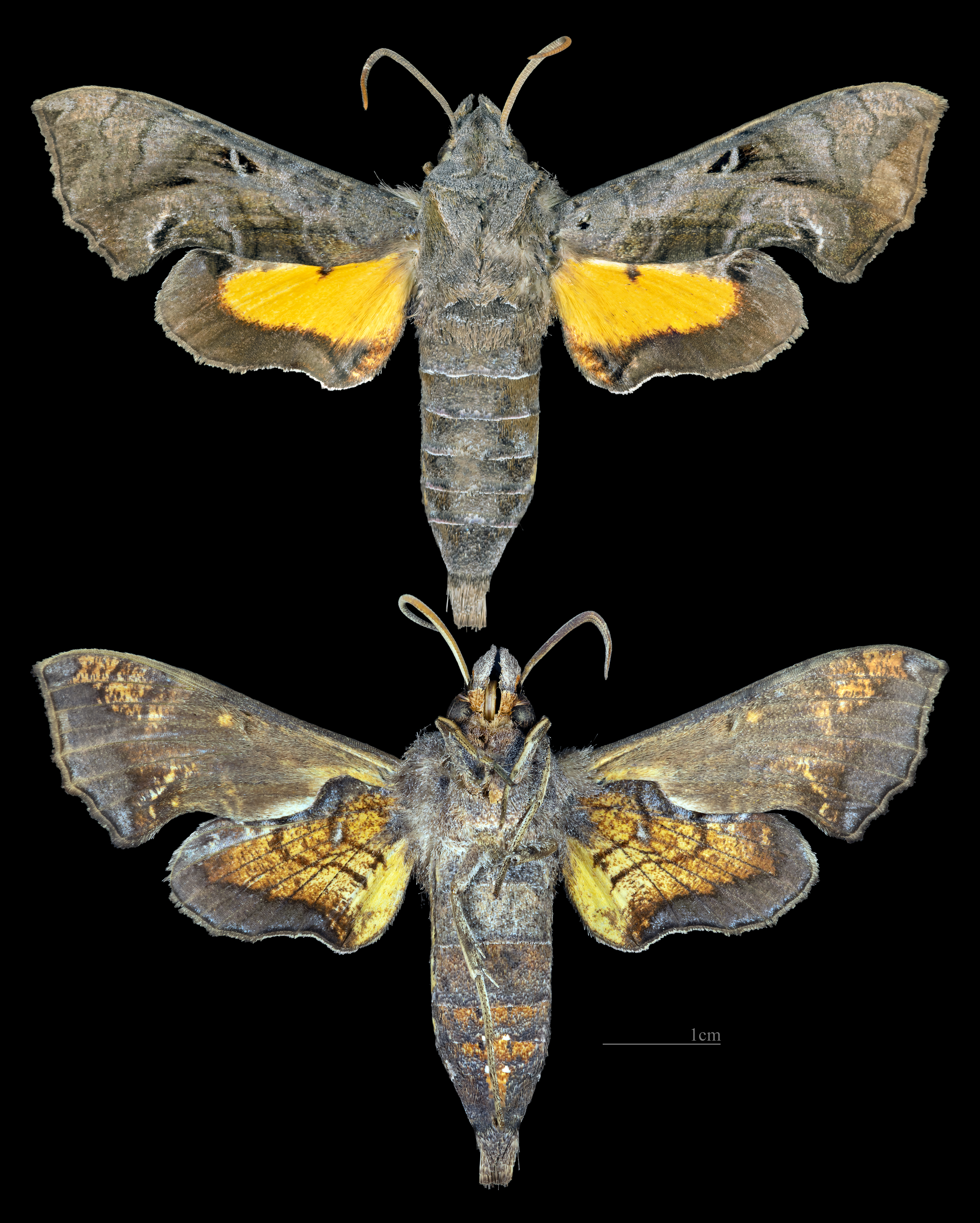
Neogurelca
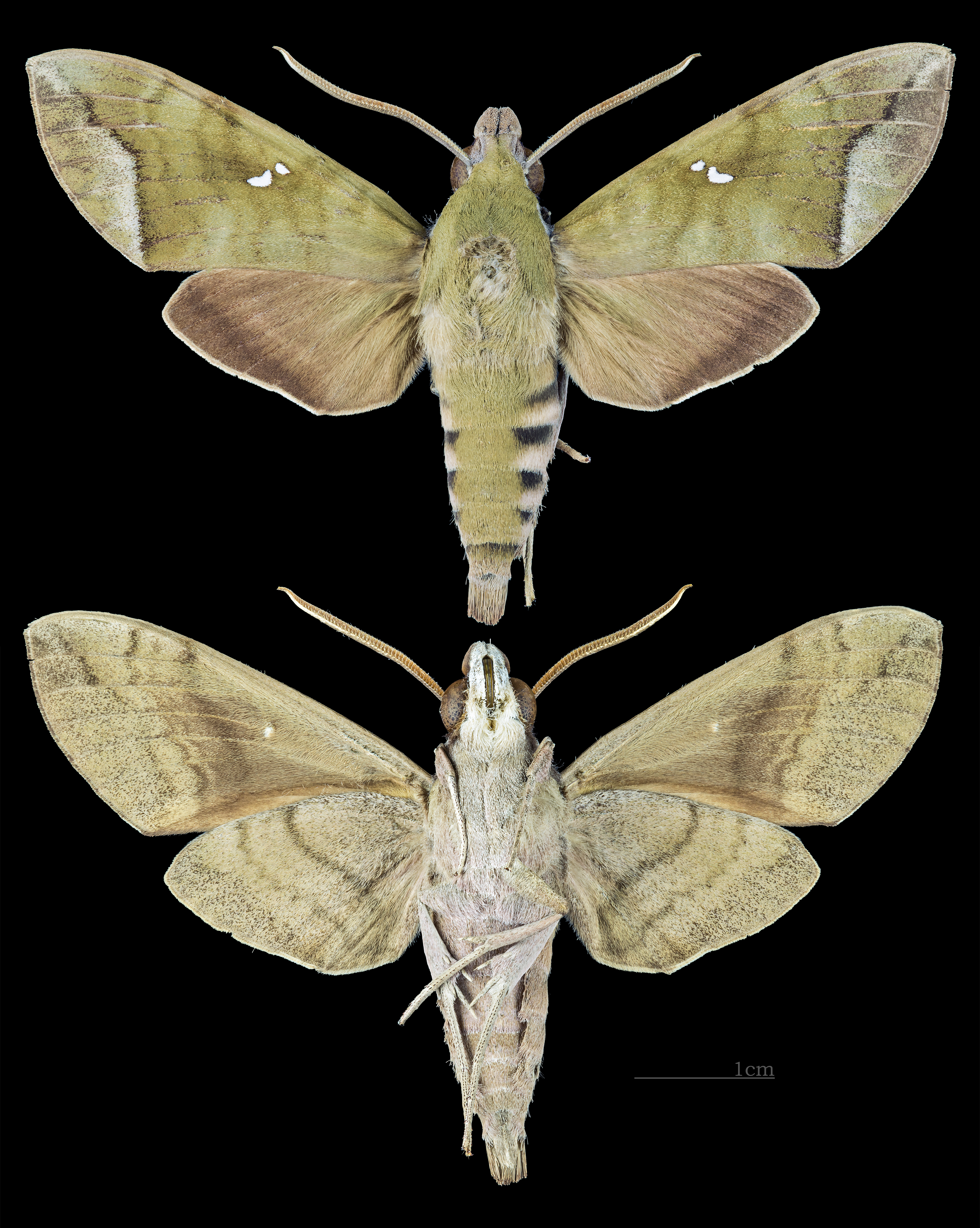
Nephele
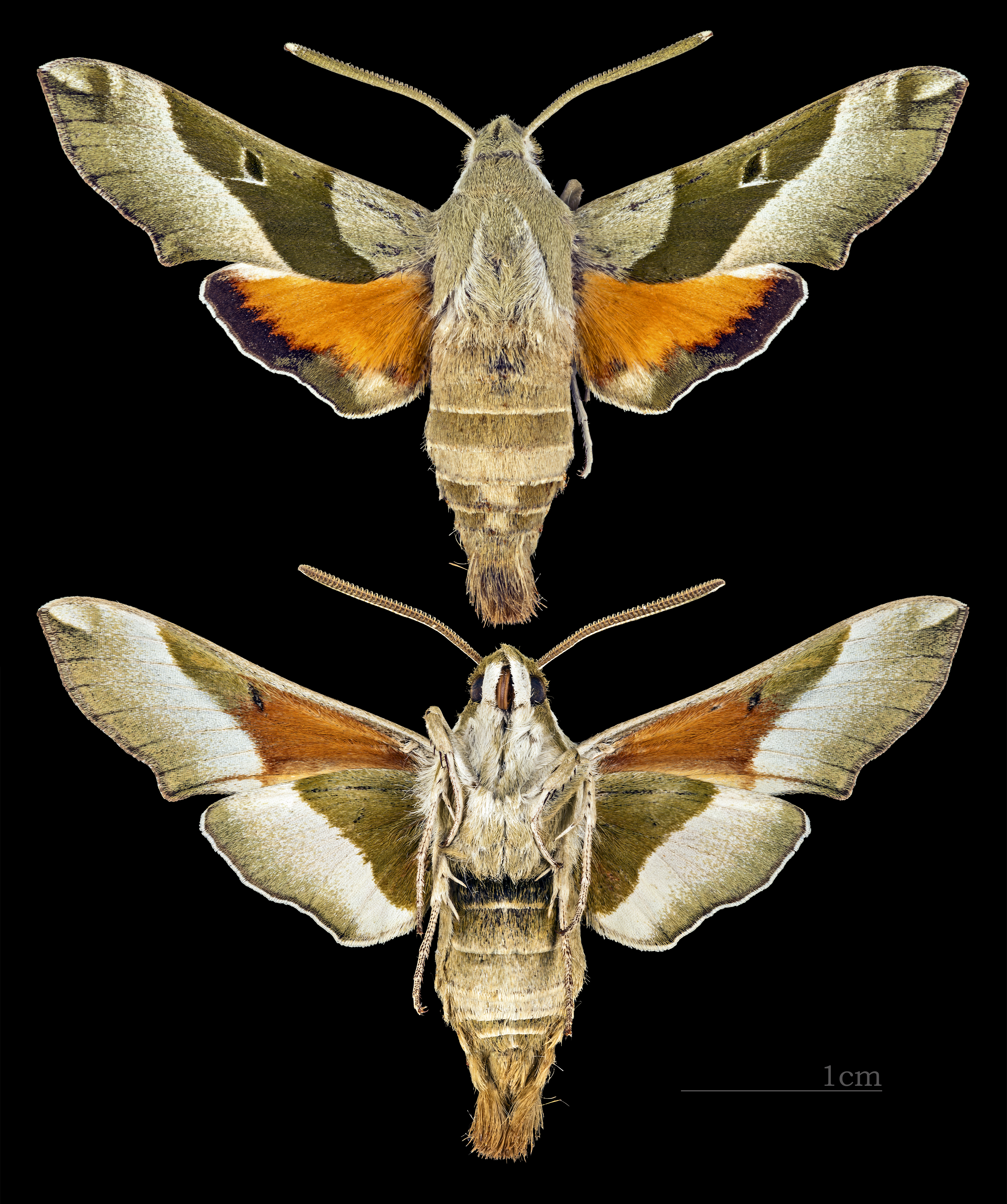
Proserpinus
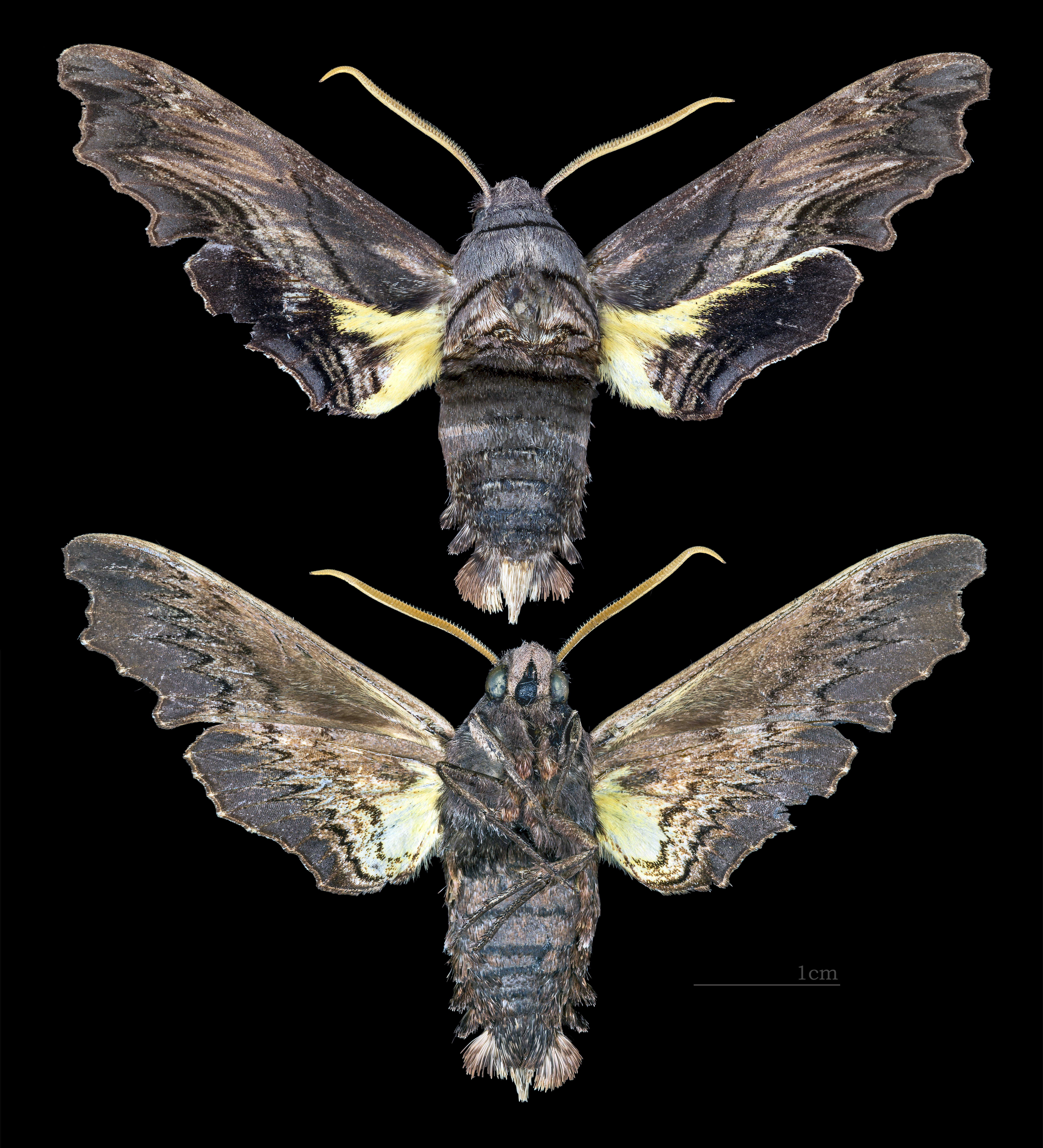
Sphecodina

La tribu se décompose en deux sous-tribus :
- Sous-tribu des Choerocampina Grote & Robinson, 1865

Basiothia  Walker, 1856
Cechenena  Rothschild & Jordan, 1903
Centroctena  Rothschild & Jordan, 1903
Chaerocina  Rothschild & Jordan, 1903
Deilephila  Laspeyres, 1809
Euchloron  Boisduval, 1875
Griseosphinx  Cadiou & Kitching, 1990
Hippotion  Hübner, 1819
Hyles  Hübner, 1819
Pergesa  Walker, 1856
Phanoxyla  Rothschild & Jordan, 1903
Rhagastis  Rothschild & Jordan, 1903
Rhodafra  Rothschild & Jordan, 1903
Theretra  Hübner, 1819
Xylophanes  Hübner, 1819

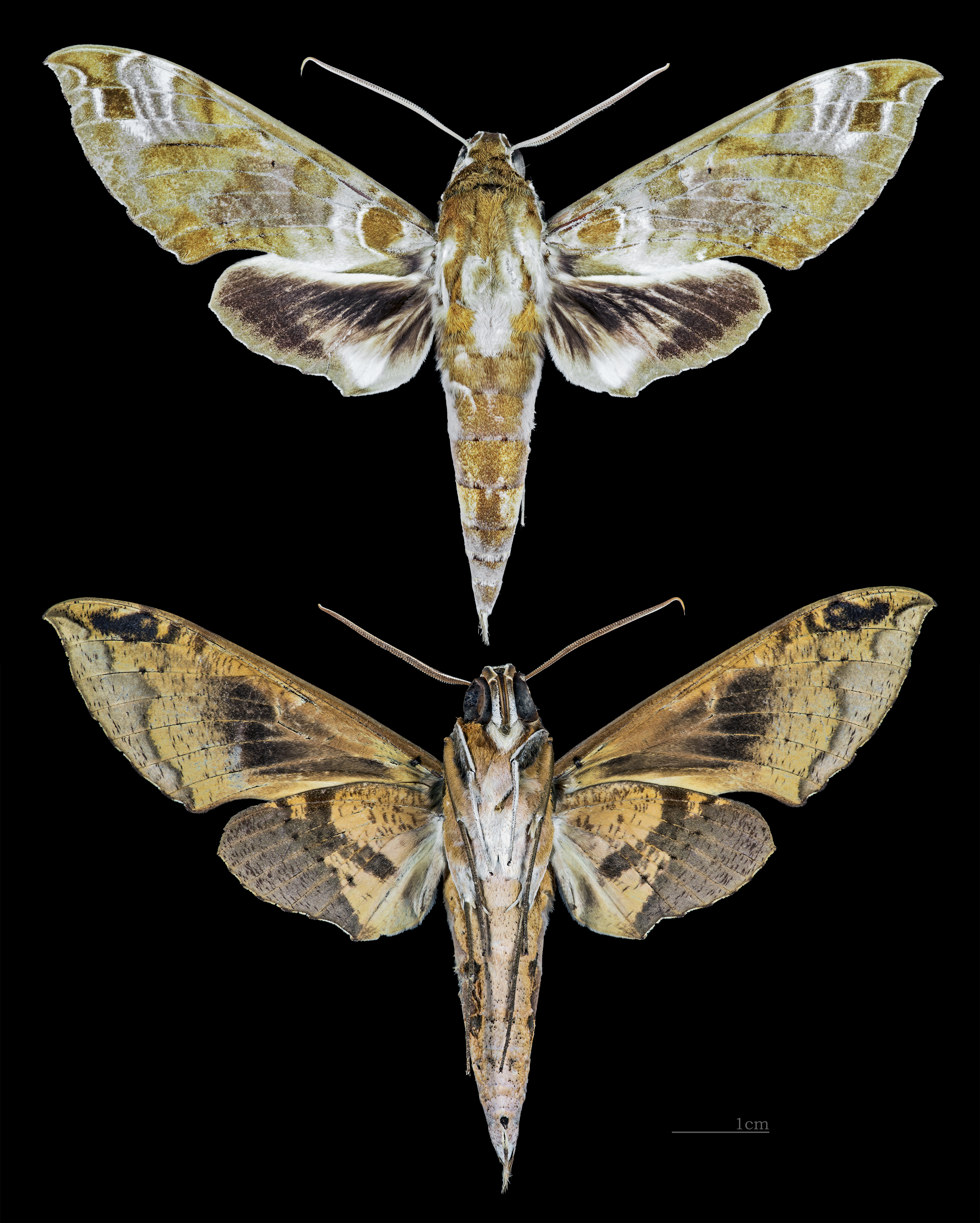
Cechenena
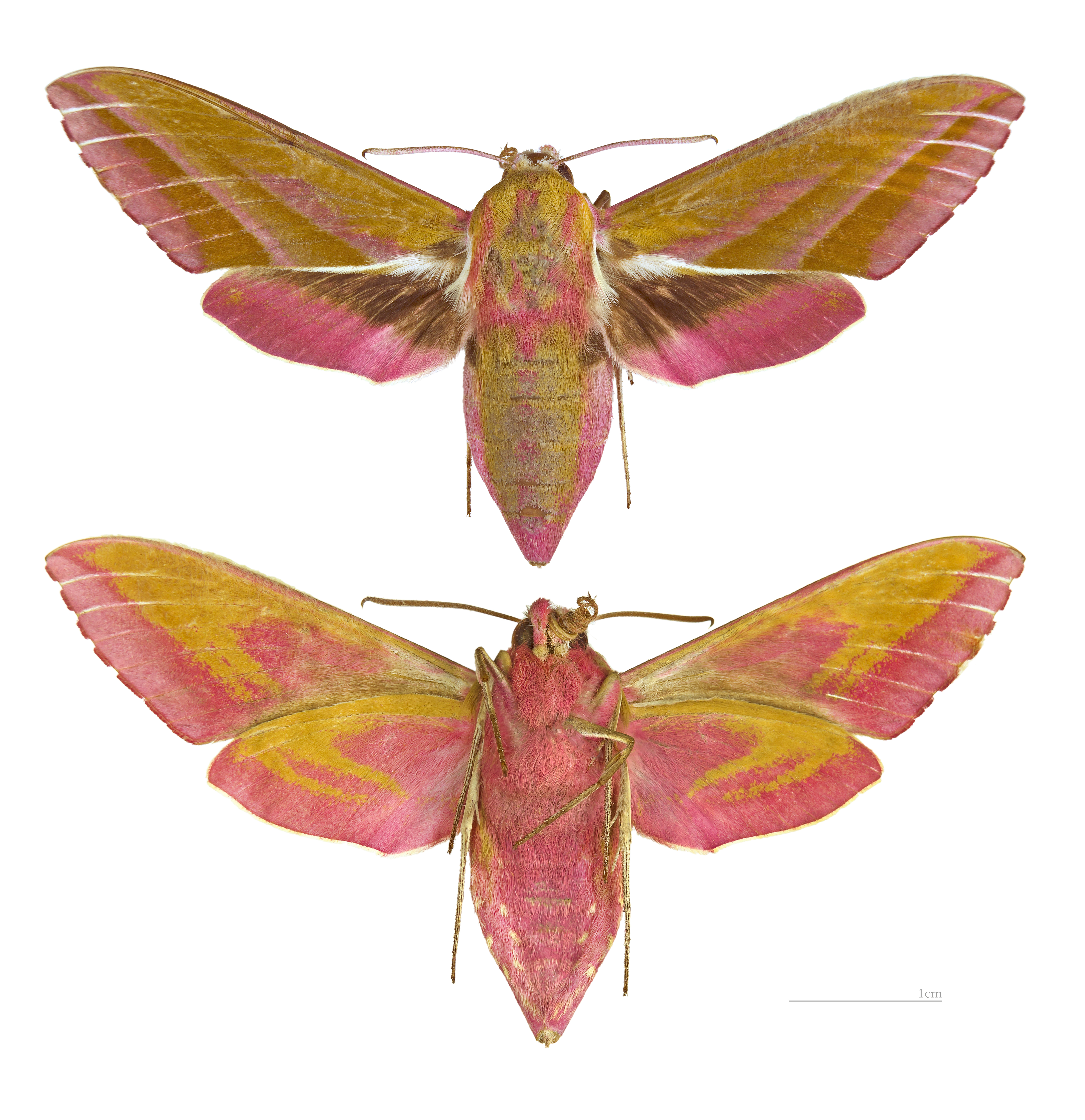
Deilephila
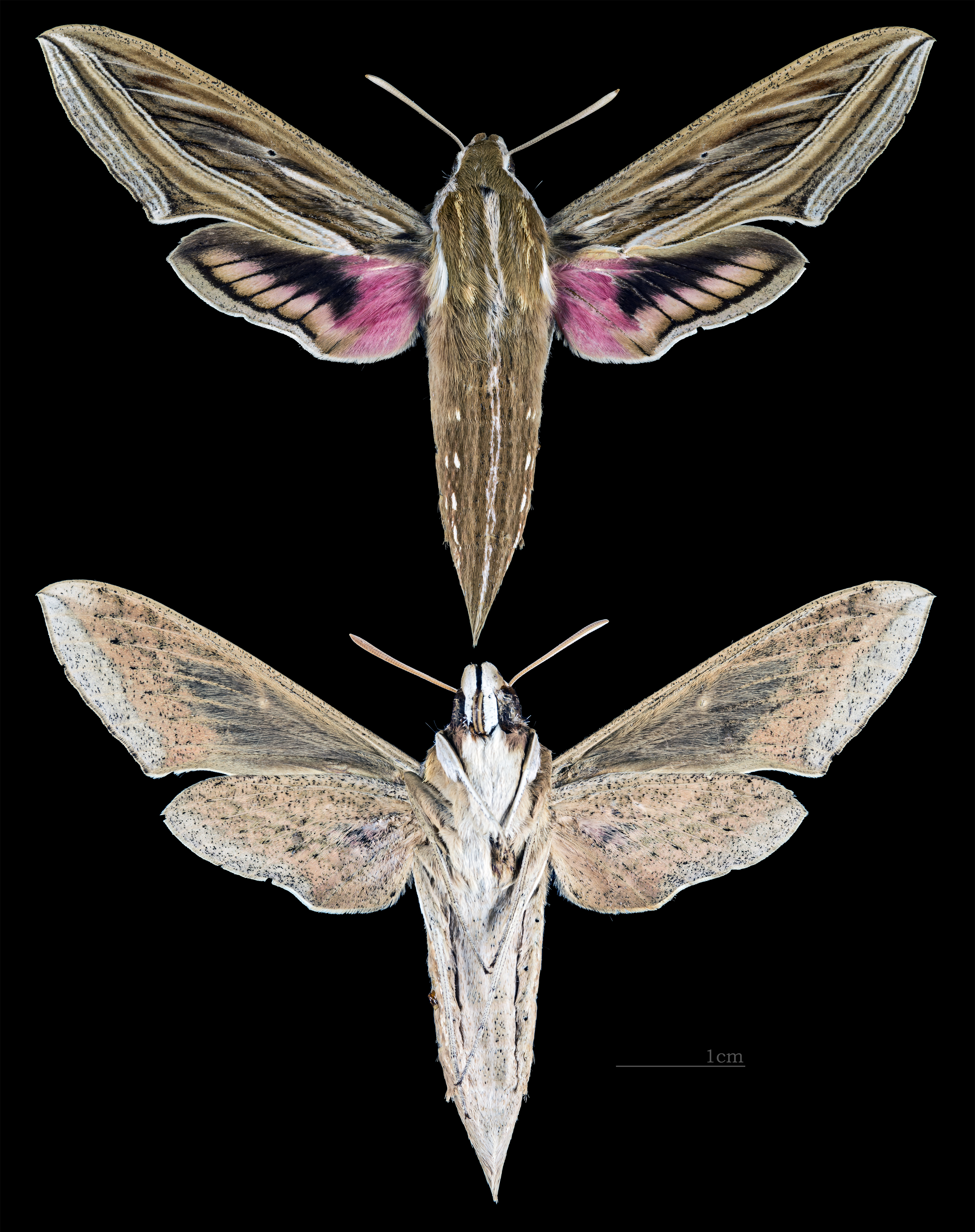
Hippotion
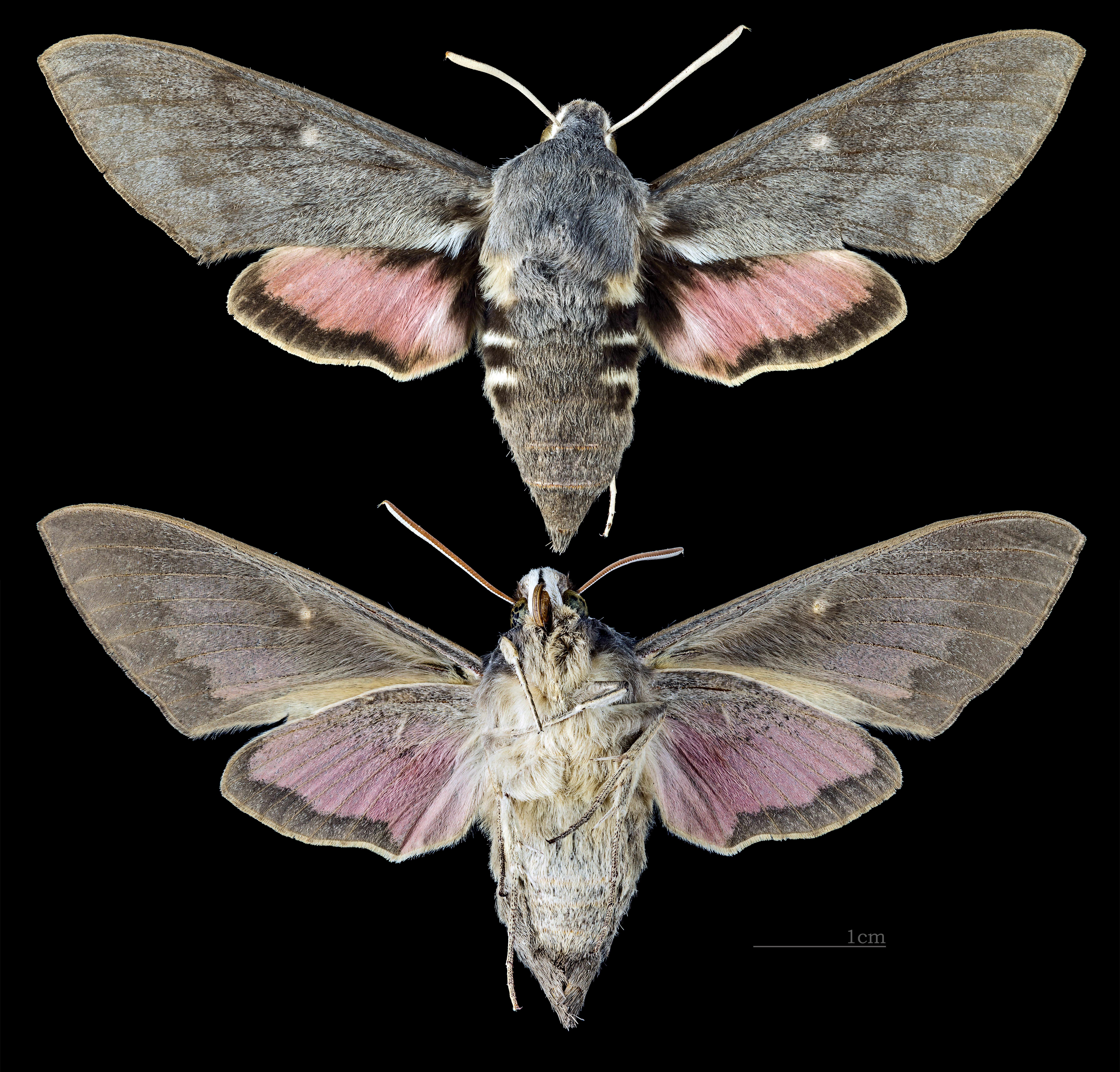
Hyles
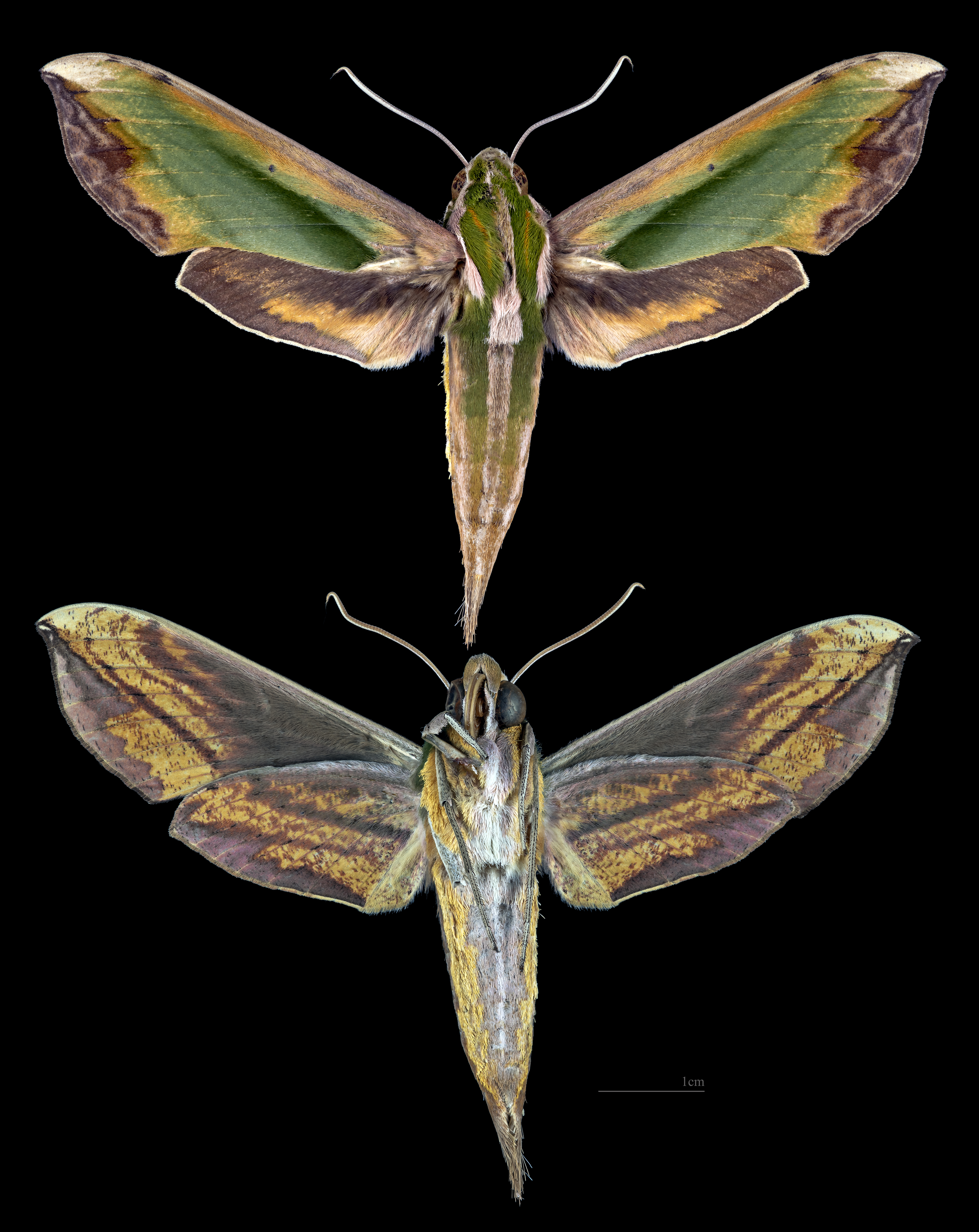
Pergesa
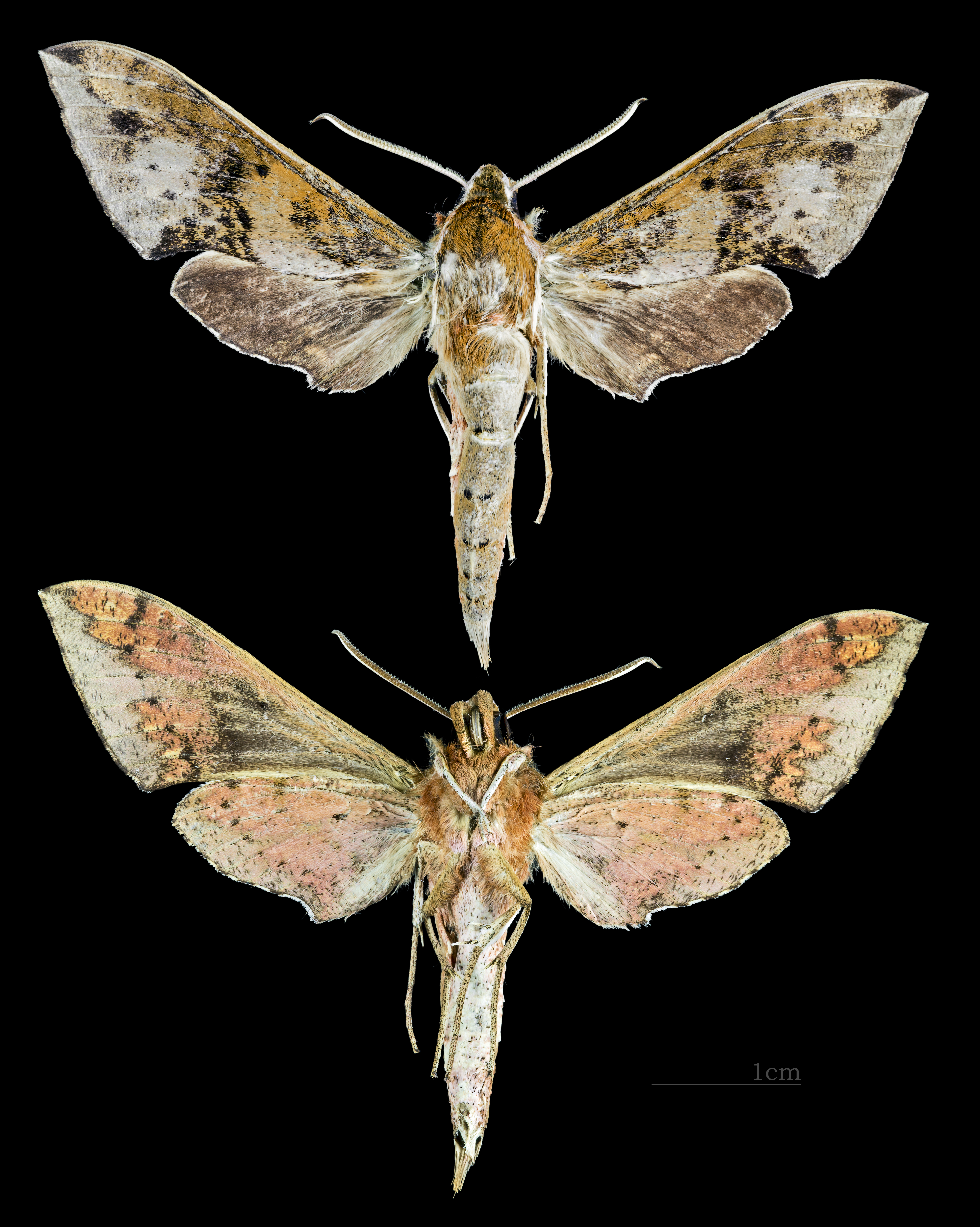
Rhagastis
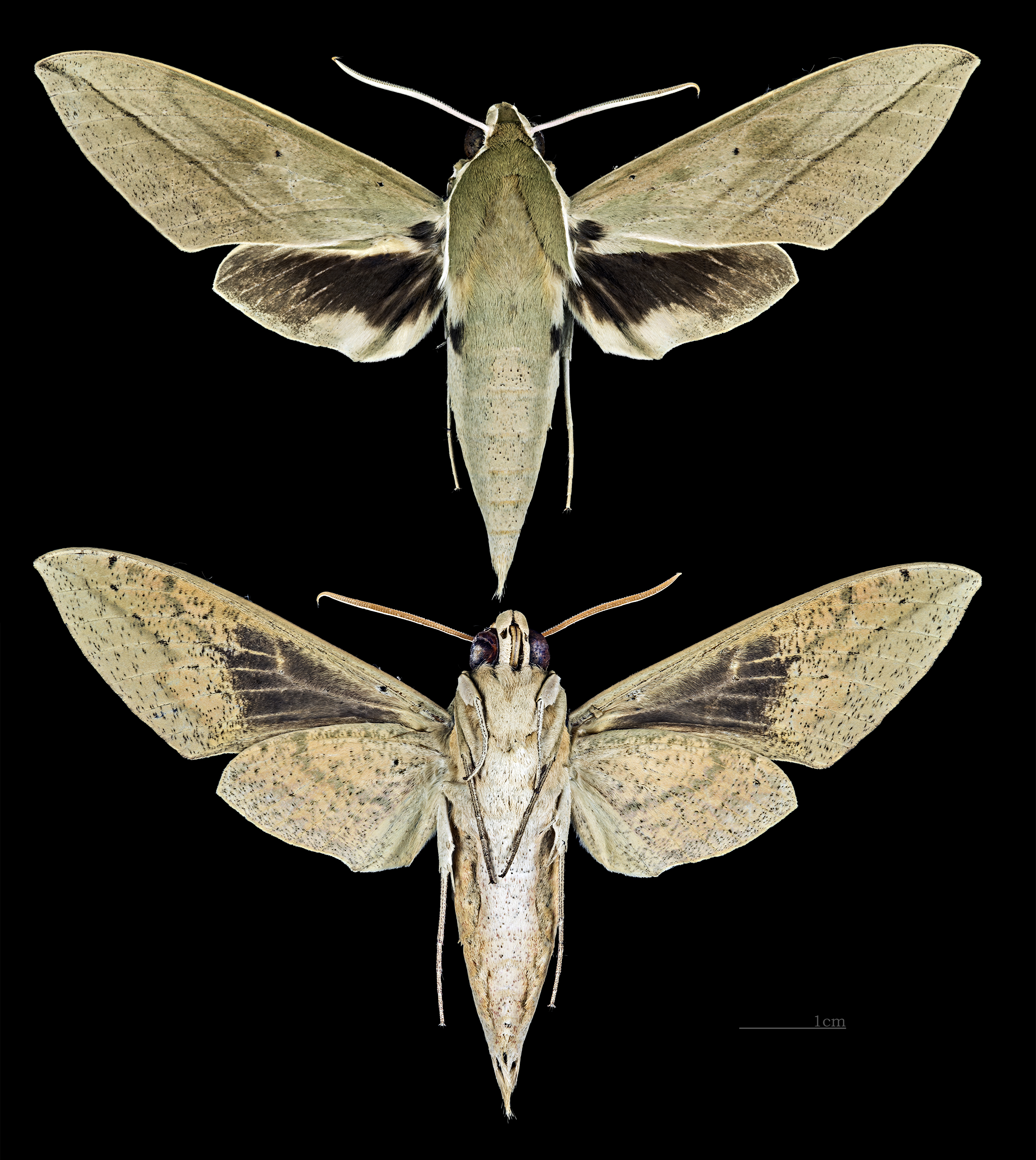
Theretra
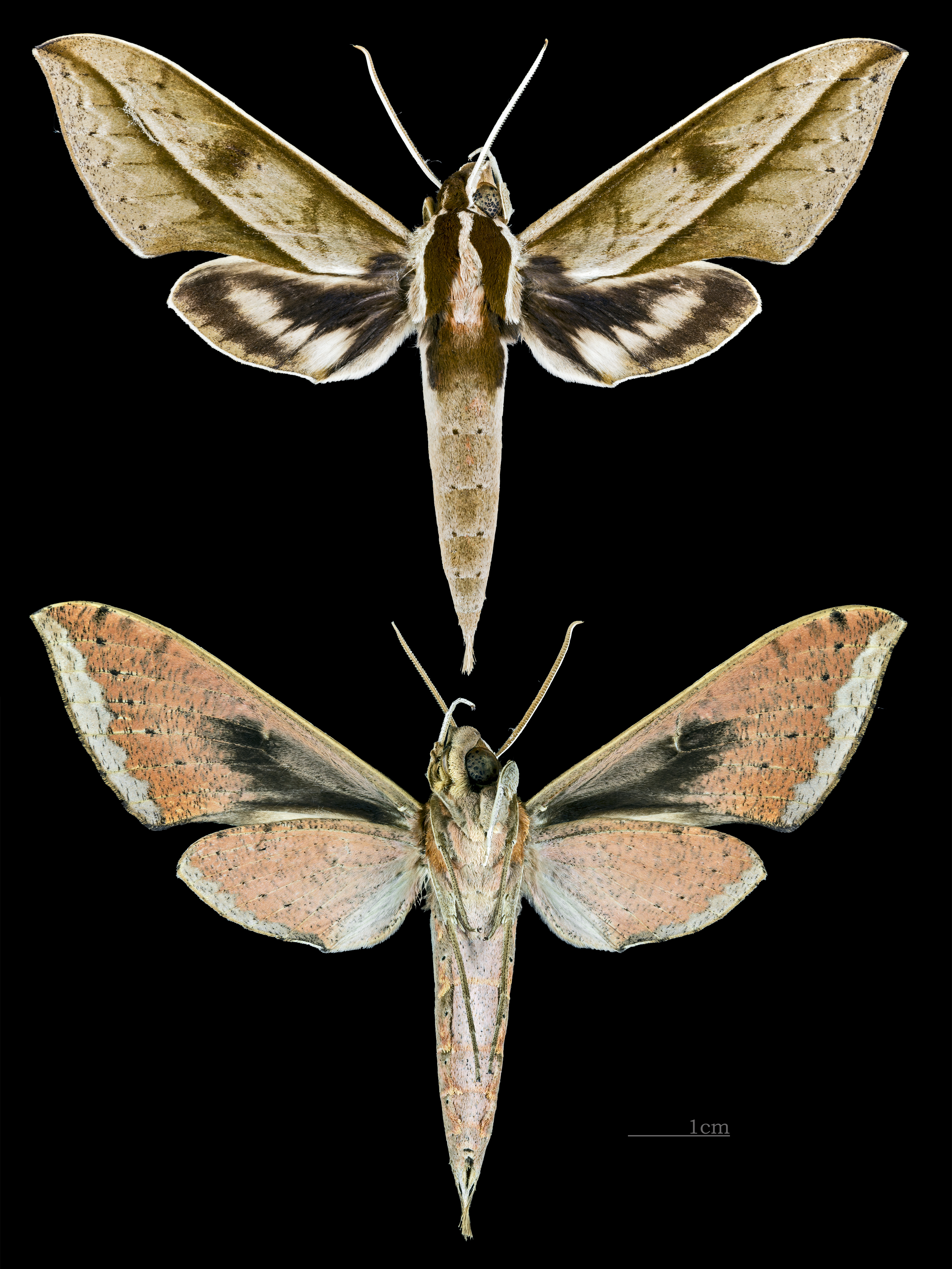
Xylophanes

- Sous-tribu des Macroglossina Harris, 1839

Acosmerycoides  Mell, 1922
Acosmeryx  Boisduval, 1875
Altijuba  Lachlan, 1999
Ampelophaga  Bremer & Grey, 1853
Amphion  Hübner, 1819
Angonyx  Boisduval, 1874
Antinephele  Holland, 1889
Atemnora  Rothschild & Jordan, 1903
Cizara  Walker, 1856
Clarina  Tutt, 1903
Dahira  Moore, 1888
Daphnis  Hübner, 1819
Darapsa  Walker, 1856
Deidamia  Clemens, 1859
Elibia  Walker, 1856
Enpinanga  Rothschild & Jordan, 1903
Eupanacra  Cadiou & Holloway, 1989
Euproserpinus  Grote & Robinson, 1865
Eurypteryx  Felder, 1874
Giganteopalpus  Huwe, 1895
Gnathothlibus  Wallengren, 1858
Hayesiana  Fletcher, 1982
Hypaedalea  Butler, 1877
Leucostrophus  Rothschild & Jordan, 1903
Maassenia  Saalmüller, 1884
Macroglossum  Scopoli, 1777
Micracosmeryx  Mell, 1922
Microsphinx  Rothschild & Jordan, 1903
Neogurelca  Hogenes & Treadaway, 1993
Nephele  Hübner, 1819
Odontosida  Rothschild & Jordan, 1903
Philodila  Rothschild & Jordan, 1903
Proserpinus  Hübner, 1819
Pseudenyo  Holland, 1889
Pseudoangonyx  Eitschberger, 2010
Rethera  Rothschild & Jordan, 1903
Sphecodina  Blanchard, 1840
- Acosmerycoides
- Acosmeryx
- Amphion
- Daphnis
- Darapsa
- Deidamia
- Elibia
- Eupanacra
- Euproserpinus
- Gnathothlibus
- Hayesiana
- Macroglossum
- Neogurelca
- Nephele
- Proserpinus
- Sphecodina